# دوران آیهان
دوران آیهان (انگلیسی: Devran Ayhan؛ زادهٔ ۲۵ مارس ۱۹۷۸) بازیکن فوتبال اهل ترکیه است.
از باشگاه‌هایی که در آن بازی کرده‌است می‌توان به باشگاه فوتبال خزر لنکران، باشگاه فوتبال قره‌باغ، باشگاه ورزشی کوکائلی اسپور، باشگاه فوتبال آنکارا اسپور، باشگاه فوتبال چای‌کار ریزه‌اسپور، باشگاه فوتبال آنکاراگوچو، باشگاه ورزشی کایسری ارجیسپور، و باشگاه فوتبال غازی عینتاب‌اسپور اشاره کرد.